# Sârbi
Sârbi è un comune della Romania di 2 758 abitanti, ubicato nel distretto di Bihor, nella regione storica della Transilvania.
Il comune è formato dall'unione di 7 villaggi: Almașu Mic, Burzuc, Chioag, Fegernic, Fegernicu Nou, Sârbi, Sarcău.